# FC Dinamo București în sezonul 1954
Sezonul 1954 este al șaselea sezon pentru FC Dinamo București în Divizia A. În premieră, Dinamo joacă finala Cupei României, dar pierde disputa cu Metalul Reșița.
În Divizia A, Dinamo încheie pe locul al treilea, cu 33 de puncte, la două lungimi de campioana Flamura Roșie și la un punct în urma CCA. Pentru al treilea an consecutiv, golgheterul Diviziei A vine din rândurile lui Dinamo. Alexandru Ene a marcat 20 de goluri dintre cele 62 reușite de alb-roșii în acest sezon.

## Rezultate
| Divizia A | Divizia A          | Divizia A              | Divizia A | Divizia A |
| Etapa     | Data               | Adversar               | Stadion   | Rezultat  |
| --------- | ------------------ | ---------------------- | --------- | --------- |
| 1         | 21 martie 1954     | Știința Cluj           | deplasare | 2-1       |
| 2         | 28 martie 1954     | Locomotiva Timișoara   | acasă     | 1-1       |
| 3         | 4 aprilie 1954     | Progresul ICO Oradea   | deplasare | 4-2       |
| 4         | 7 aprilie 1954     | Metalul Hunedoara      | acasă     | 6-1       |
| 5         | 11 aprilie 1954    | Dinamo Orașul Stalin   | acasă     | 3-2       |
| 6         | 16 iunie 1954      | CCA București          | acasă     | 0-0       |
| 7         | 26 mai 1954        | Știința Timișoara      | deplasare | 0-0       |
| 8         | 19 mai 1954        | Flacăra Petroșani      | deplasare | 1-2       |
| 9         | 23 mai 1954        | Locomotiva Târgu Mureș | acasă     | 4-2       |
| 10        | 30 mai 1954        | Locomotiva București   | deplasare | 2-2       |
| 11        | 2 iunie 1954       | Flamura Roșie Arad     | deplasare | 0-1       |
| 12        | 6 iunie 1954       | Flacăra Ploiești       | acasă     | 3-3       |
| 13        | 13 iunie 1954      | Metalul Câmpia Turzii  | acasă     | 1-1       |
| 14        | 1 august 1954      | Știința Cluj           | acasă     | 3-4       |
| 15        | 29 septembrie 1954 | Locomotiva Timișoara   | deplasare | 1-1       |
| 16        | 26 septembrie 1954 | Progresul ICO Oradea   | acasă     | 4-0       |
| 17        | 3 octombrie 1954   | Metalul Hunedoara      | deplasare | 5-2       |
| 18        | 10 octombrie 1954  | Dinamo Orașul Stalin   | deplasare | 2-1       |
| 19        | 17 octombrie 1954  | CCA București          | deplasare | 2-2       |
| 20        | 24 octombrie 1954  | Știința Timișoara      | acasă     | 1-3       |
| 21        | 27 octombrie 1954  | Flacăra Petroșani      | acasă     | 2-2       |
| 22        | 31 octombrie 1954  | Locomotiva Târgu Mureș | deplasare | 0-1       |
| 23        | 7 noiembrie 1954   | Locomotiva București   | acasă     | 2-1       |
| 24        | 10 noiembrie 1954  | Flamura Roșie Arad     | acasă     | 5-0       |
| 25        | 14 noiembrie 1954  | Flacăra Ploiești       | deplasare | 4-1       |
| 26        | 24 noiembrie 1954  | Metalul Câmpia Turzii  | deplasare | 4-0       |

| Cupa României | Cupa României     | Cupa României                 | Cupa României | Cupa României |
| Etapa         | Data              | Adversar                      | Stadion       | Rezultat      |
| ------------- | ----------------- | ----------------------------- | ------------- | ------------- |
| șaisprezecimi | 11 august 1954    | Metalul Câmpina               | deplasare     | 3-0           |
| optimi        | 30 octombrie 1954 | Metalul București             | deplasare     | 4-2           |
| sferturi      | 28 noiembrie 1954 | Flamura Roșie Sfântu Gheorghe | acasă         | 3-0           |
| semifinale    | 1 decembrie 1954  | Flacăra Ploiești              | acasă         | 4-1           |
| finala        | 5 decembrie 1954  | Metalul Reșița                | Republicii    | 0-2           |

| Legendă    |
| ---------- |
| victorie   |
| egal       |
| înfrângere |

## Finala Cupei României
| 5 decembrie 1954 13:30 | Dinamo București | 0 – 2                               | Metalul Reșița | Stadionul Republicii, București Spectatori: 30.000 Arbitru: Dumitru Schulder (București) |
| 5 decembrie 1954 13:30 |                  | Ștefan Szeleș 30' Ștefan Szeleș 40' |                | Stadionul Republicii, București Spectatori: 30.000 Arbitru: Dumitru Schulder (București) |

| DINAMO:          |                      |     |
|                  |                      |     |
| P                | Constantin Niculescu |     |
| F                | Iosif Szoke          |     |
| F                | Ladislau Băcuț       |     |
| M                | Anton Fodor          |     |
| M                | Valeriu Călinoiu     |     |
| M                | Gheorghe Băcuț       |     |
| A                | Carol Bartha         |     |
| A                | Titus Ozon           | 46' |
| A                | Nicolae Dumitru      |     |
| A                | Alexandru Ene        |     |
| A                | Ion Suru             |     |
| Înlocuiri:       |                      |     |
| A                | Valeriu Neagu        | 58' |
| Antrenor:        |                      |     |
| Angelo Niculescu |                      |     |

| METALUL REȘIȚA: |                     |     |
|                 |                     |     |
| P               | Iosif Zarici        |     |
| F               | Emil Chirilă        |     |
| F               | Valentin Teodorescu |     |
| M               | Eugen Potoceanu     |     |
| M               | Mihai Munteanu      |     |
| M               | Ștefan Apro         |     |
| A               | Iosif Jojart II     |     |
| A               | Petru Mioc          |     |
| A               | Petre Iovan         | 70' |
| A               | Ștefan Urcan        |     |
| A               | Ștefan Szeleș       |     |
| Înlocuiri:      |                     |     |
| A               | Vida                | 70' |
| Antrenor:       |                     |     |
| Mihai Zsizsik   |                     |     |

| - Arbitri de margine: - Constantin Mitran (București) - Solomon Segal (București) |

## Echipa
Formația standard: Florea Birtașu - Iosif Szoke, Ladislau Băcuț - Gheorghe Băcuț, Valeriu Călinoiu, Gheorghe Toma - Carol Bartha, Ion Suru, Nicolae Dumitru, Titus Ozon, Alexandru Ene.

### Transferuri
Dinamo face din nou modificări importante în lot. Este adus portarul Florea Birtașu, liber de contract după desființarea Casei Armatei Câmpulung Moldovenesc, iar de la Dinamo Orașul Stalin vin Alexandru Ene și Valeriu Neagu, în timp ce Iosif Fuleiter este transferat la Flamura Roșie Arad, iar Constantin Marinescu și Nicolae Voinescu merg la nou promovata Metalul Hunedoara.